# شهرستان روسه
شهرستان روسه (به بلغاری: Ruse Municipality) یک شهرستان در بلغارستان است که در استان روسه واقع شده‌است. شهرستان روسه ۴۶۹٫۱۷ کیلومتر مربع مساحت و ۱۷۵٬۲۱۰ نفر جمعیت دارد.